# 张煦侯
张煦侯（1895年—1968年），名震南（張震南），字煦侯，笔名张须，斋名秋怀室，原籍安徽桐城，先祖居江苏淮阴县，中國史学家、语言学家。曾任复旦大学教授、合肥师范学院教授。著有《通鉴学》、《国史通略》、《秦典》、《秋怀室诗草》、《补蹉跎词钞》、《鸣盛集》等。